# Murphy Troy
Murphy Edward Troy (Saint Louis, 31 maggio 1989) è un ex pallavolista statunitense.
Giocava nel ruolo di opposto.

## Carriera

### Club
Murphy Troy inizia a praticare la pallavolo nel 1999, all'età di dieci anni, nel Midwest Select di Saint Louis. Sempre nella capitale del Missouri gioca tra il 2006 e il 2008 per il St. Louis University HS. Dal 2008 al 2011 gioca a livello universitario con la Southern California di Los Angeles, prendendo parte alla NCAA Division I e raccogliendo diversi riconoscimenti individuali, su tutti quello di National Player of the Year.
Nella stagione 2011-12 inizia la carriera professionistica vestendo la maglia della Top Volley Latina, nella Serie A1 Italiana, dove resta per due annate. Nella stagione 2013-14 viene ingaggiato dal club francese del Saint-Nazaire, neopromosso in Ligue A. Nella stagione successiva approda in Polonia al Trefl Gdańsk, club di Polska Liga Siatkówki col quale gioca per due annate e con cui conquista la Coppa di Polonia 2014-15 e la Supercoppa polacca 2015.
Nel campionato 2016-17 si trasferisce in Russia, dove difende i colori della Lokomotiv Novosibirsk, in Superliga; al termine dell'annata si sposa e sceglie di dare priorità alla famiglia rispetto alla pallavolo, decidendo quindi di ritirarsi a soli 28 anni.

### Nazionale
Fa parte delle nazionali giovanili statunitensi, con le quali è finalista al campionato nordamericano Under-19 2006 e si classifica al terzo posto al campionato nordamericano Under-21 2008. Nel 2011 disputa la XXVI Universiade con la maglia della nazionale universitaria e debutta nella nazionale maggiore, con cui raggiunge la finale della Coppa Panamericana.
Nelle estati seguenti vince la medaglia d'oro alla Coppa panamericana 2012 ed il campionato nordamericano 2013; nel 2015 invece si aggiudica la medaglia d'argento alla NORCECA Champions Cup 2015, quella di bronzo alla World League e quella d'oro alla Coppa del Mondo, mentre, nel 2016, conquista la medaglia di bronzo ai Giochi della XXXI Olimpiade, dove indossa per l'ultima volta la maglia della nazionale.

## Palmarès

### Club
- Coppa di Polonia: 1

2014-15
- Supercoppa polacca: 1

2015

### Nazionale (competizioni minori)
- Campionato nordamericano Under-19 2006
- Campionato nordamericano Under-21 2008
- Coppa panamericana 2011
- Coppa panamericana 2012
- NORCECA Champions Cup 2015

### Premi individuali
- 2009 - NCAA Division I: Provo National All-Tournament Team
- 2009 - All-America First Team
- 2011 - National Player of the Year
- 2011 - All-America First Team
- 2011 - NCAA Division I: University Park National All-Tournament Team
- 2015 - Coppa di Polonia: Miglior servizio